# Guacamole
Guacamole je avokádový pokrm, který pochází od Aztéků. Slovo guacamole pochází ze slova „ahuacamolli“ z jazyka nahuatl, což v překladu znamená „avokádová salsa“. Používá se jako pomazánka a jako přísada k dalším jídlům. Dnes je populární součástí kuchyně nejen v Mexiku a v USA, ale i v dalších zemích světa. Guacamole má v samotném Mexiku různé regionální podoby. Tradiční příprava spočívá v rozmačkání dužniny avokáda v hmoždíři a přidání mořské soli, pepře, loupaných krájených rajčat, čerstvých chili papriček, cibule, česneku, čerstvých listů koriandru, šťávy z limetky (pro udržení svěží chutě a hlavně zelené barvy avokáda).
Kyselina askorbová v citronové šťávě zabraňuje oxidaci dipu a tím nežádoucímu zhnědnutí, jaké je známo třeba u jablek.